# Pandanus angolensis
Pandanus angolensis är en enhjärtbladig växtart som beskrevs av Huynh. Pandanus angolensis ingår i släktet Pandanus och familjen Pandanaceae.
Artens utbredningsområde är Angola. Inga underarter finns listade.